# Pseudotaxiphyllum obtusifolium
Pseudotaxiphyllum obtusifolium là một loài rêu trong họ Plagiotheciaceae. Loài này được Z. Iwats. & B.C. Tan mô tả khoa học đầu tiên năm 2004.